# Celestus agasepsoides
Celestus agasepsoides är en ödleart som beskrevs av  Thomas 1971. Celestus agasepsoides ingår i släktet Celestus och familjen kopparödlor. Inga underarter finns listade i Catalogue of Life.